# أورنيت
أورانيت (بالعبرية: אֳרָנִית)  هو مجلس استيطاني ومحلي إسرائيلي يقع في منطقة التماس المتاخمة للخط الأخضر. يحيط بها من الغرب غابة حورشيم، ومن الجنوب الغربي روش هاعين ومدينة كفر قاسم، ومن الشرق شعاري تكفا، ومن الشمال الشرقي عزبة السلمان. في عام 2019 كان عدد سكانها 8,955.

يعتبر المجتمع الدولي المستوطنات الإسرائيلية غير شرعية بموجب القانون الدولي. تعارض إسرائيل ذلك.

## التاريخ
وفق معهد الأبحاث التطبيقية - القدس (أريج)، صادرت إسرائيل أراض من قريتين فلسطينيتين مجاورتين من أجل بناء أورانيت: تم أخذ معظم الأراضي من عزون عتمة، بينما 6 دونمات من عزبة سلمان.
في نيسان 1983، صادقت الحكومة الإسرائيلية على إقامة أورانيت، إحدى المستوطنات الثلاث المخططة لـ «غرب السامرة».
وفقًا لمنظمة العفو الدولية ، فُقدت غالبية أراضي قرية عزبة سلمان المجاورة عندما تم إنشاء أورانيت، وفقدت معظم ما تبقى فعليًا عندما تم بناء جدار الفصل العنصري ليشمل أورانيت وأراضٍ محيطة. قدرت وكالة الأمم المتحدة لإغاثة وتشغيل اللاجئين الفلسطينيين في الشرق الأدنى أن ثلاث قرى فلسطينية في المنطقة المجاورة فقدت حوالي 3000 دونم من الأرض بسبب إنشاء مستوطنة أورانيت. في البداية صُرح لثلاثين مزارعًا فلسطينيًا من الوصول إلى أراضيهم الزراعية عبر بوابات المستوطنة. لكن سرعان ما سُحبت هذه التصاريح «لأسباب أمنية» وتوسعت المستوطنة منذ ذلك الحين لتشمل هذه الأرض الزراعية الفلسطينية. وبذلك تقوم المستوطنة على أراضي كفر ثلث، وسنيريا، وعزون عتمة، وعزبة سلمان داخل الضفة الغربية، وعلى أراضي بلدة كفر برا داخل الخط الأخضر.
في عام 1985، انتقل المستوطنون الأوائل إلى المستوطنة. وفي عام 1990، حصلت أورانيت على مكانة المجلس المحلي. في عام 2009، فرض رئيس الوزراء الإسرائيلي بنيامين نتنياهو تجميدًا لمدة 10 أشهر على البناء في أورانيت ومستوطنات إسرائيلية أخرى في الضفة الغربية.
أصدر مفتشو المباني التابعون للإدارة المدنية للجيش الإسرائيلي أمرًا بوقف العمل، وأعادوا طاقمًا من العمال الذين كانوا يعملون في مواقع البناء في أورانيت.
وفق تسفيكا ما يافيت، رئيس بلدية أورانيت السابق، فإن البلدة تقيم علاقات جيدة مع كفر قاسم المجاورة وتعاونت المدينتان في مشاريع بيئية مثل تطوير نظام الصرف الصحي المشترك. يعمل العديد من سكان كفر قاسم في أورانيت كبستانيين وأعمال يدوية. ويقول إن الدافع للانتقال إلى أورانيت ليس أيديولوجيًا بل هو نوعية الحياة.

## التركيبة السكانية
وفقًا لمسح عام 2009، فإن السكان من الشباب وموزعون بالتساوي بين الذكور والإناث. حوالي 15% من السكان هم من الأرثوذكس، يعيش ثلثاهم في الحي الديني بالمدينة. احتلت أورانيت المرتبة الثامنة من أصل 10 على المقياس الاجتماعي والاقتصادي الإسرائيلي.

## سكان بارزون
- شاي بيرون[14] (مواليد 1965)، سياسي إسرائيلي ( يش عتيد) ووزير سابق للتربية والتعليم.

## روابط خارجية
- الموقع الرسمي
 باللغة العبرية